# Fabio Valdambrini
Fabio Valdambrini (Arezzo, Italia, 19 de noviembre de 1964) es un dibujante de cómic italiano.

## Biografía
Debutó a los 19 años dibujando series eróticas publicadas por Edifumetto, como Strega. Posteriormente, colaboró con "Blitz", "Blue Press" y "E.P.P.", con algunos episodios del personaje erótico Ramba.
En 1990 empezó a colaborar con las revistas "Splatter" y "Mostri" de la editorial ACME, realizando, además de historias libres, la serie Cliff e Mick. En 1992 inició su colaboración con la revista "Nero" de la editorial Granata Press, para la que dibujó la serie Il Re con guiones de Giuseppe Ferrandino; el mismo año publicó en la revista "Intrepido" cuatro episodios de Turma, con textos de Marcello Toninelli, e Il bosco quadrato, con guion de Michelangelo La Neve.
A partir de 1993 empezó su larga colaboración con la editorial Bonelli, dibujando la historieta Mister No, para la que realizó quince álbumes, y posteriormente las series Demian, Caravan, Cassidy y Saguaro. Después de la novela gráfica Cheyenne, publicada en la serie Romanzi a fumetti Bonelli, en 2018 volvió a dibujar aventuras de Mister No. Recientemente ha dibujado algunas aventuras juveniles de Tex.